# Pataecidae
Los pataécidos (Pataecidae) son una familia de peces marinos, dentro del orden Scorpaeniformes, distribuidos por el este del océano Índico y costa australiana del océano Pacífico. Su nombre procede del griego pataikoi, una imagen de los dioses fenicios pintada en la proa de sus barcos.

## Morfología
Cuerpo liso sin escamas o con tubérculos o papilas, con una longitud máxima descrita de 30 cm, sin aletas pélvicas, la aleta dorsal continua muy larga con 19 a 25 espinas y 7 a 17 radios blandos que se extienden desde la cabeza hasta la cola, aleta anal con 5 a 11 espinas y 3 a 7 radios blandos, aleta pectoral con 8 radios.

## Distribución y hábitat
Todas las especies habitan en las costas de Australia, en el bentos de la plataforma continental, de comportamiento demersal.

## Géneros y especies
Existen solamente tres especies reconocidas, de géneros monotípicos:
- Género Aetapcus Scott, 1936
  - Aetapcus maculatus (Günther, 1861)
- Género Neopataecus Steindachner, 1884
  - Neopataecus waterhousii (Castelnau, 1872)
- Género Pataecus Richardson, 1844
  - Pataecus fronto Richardson, 1844